# Quận Pasco, Florida
Quận Pasco là một quận thuộc tiểu bang Florida, Hoa Kỳ. Quận lỵ đóng ở Dade City, Florida6. 
Dân số theo điều tra năm 2000 của Cục điều tra dân số Hoa Kỳ là 344.765 người, ước tính thời điểm ngày 1 tháng 7 năm 2007 dân số là 462.715 người..

## Địa lý
Theo Cục điều tra dân số Hoa Kỳ, quận này có diện tích 2250 km2, trong đó có 320 km2 là diện tích mặt nước.